# Tilly Borg
Hildur Ottilia Josefina Kristina Tilly Borg, född 12 oktober 1873 i Kinneveds församling, Skaraborgs län, död 8 januari 1953 i Katarina församling, var en svensk lärarinna i samskolan och kvinnosakskvinna. Hon var föreståndare för Bergman-Österbergska samhällskurserna.

## Biografi
Tilly Borg var samskolelärarinna i Ronneby. Tilly Borg hade även ett engagemang för kvinnlig rösträtt och jämställdhet. Under slutet av 1910-talet var hon  sekreterare i centralstyrelsen för Landsföreningen för kvinnans politiska rösträtt. Hon var även en av de kvinnor som höll i Bergman-Österbergska samhällskurserna, tillsammans med Gerda Planting-Gyllenbåga, Eva Andén, Emma Aulin och Valborg Bergström. I perioder var hon kursernas föreståndare. Sammantaget genomgick 150 000 kvinnor kurserna. För kursernas räkning skrev hon även skriften Fattigvårdslagstiftningen, om Lagen (1918:422) om fattigvården.
Borg skrev även återkommande i tidskriften Rösträtt för kvinnor. Hon är begravd på Norra begravningsplatsen utanför Stockholm.